# Kamienica przy ulicy Słowackiego 39 w Katowicach
Kamienica przy ulicy Juliusza Słowackiego 39 w Katowicach – zabytkowa kamienica mieszkalno-handlowa, położona przy ulicy J. Słowackiego 39 w Katowicach, w dzielnicy Śródmieście. Powstała ona w 1905 roku w stylu secesyjnym.

## Historia
Kamienica została wybudowana w 1905 roku. W 1935 roku właścicielką kamienicy pod numerem 39 była Jadwiga Komrausowa. W tym czasie prócz mieszkań zamieszkałych przez rodziny prokuratora, inżyniera, urzędnika, ślusarza, dozorcy, woźnego, rzemieślników i kierownika konsulatu węgierskiego (dr Wojciech Pataricza) swoją siedzibą miały m.in. następujące firmy i placówki: warsztat złotniczy „Aurca”, Instytut Czystości, spółka akcyjna „Philips” i katowicki oddział Małopolskiego Związku Mleczarskiego.
Z uwagi na swoje wartości artystyczne w dniu 1 marca 1994 roku kamienica została wpisana do rejestru zabytków województwa katowickiego.
Kamienica ta w 2018 roku należała do spółki Śląskie Kamienice. W sierpniu 2022 roku w systemie REGON było aktywnych 7 podmiotów gospodarczych z siedzibą przy ulicy J. Słowackiego 39, w tym m.in.: Ogólnopolska Fundacja „Staś” Pomoc Dzieciom Z Domów Dziecka, sklep z systemami audio-video, sklep z ceramiką bolesławiecką, ośrodek szkolenia kierowców i apartamenty na wynajem.

## Charakterystyka

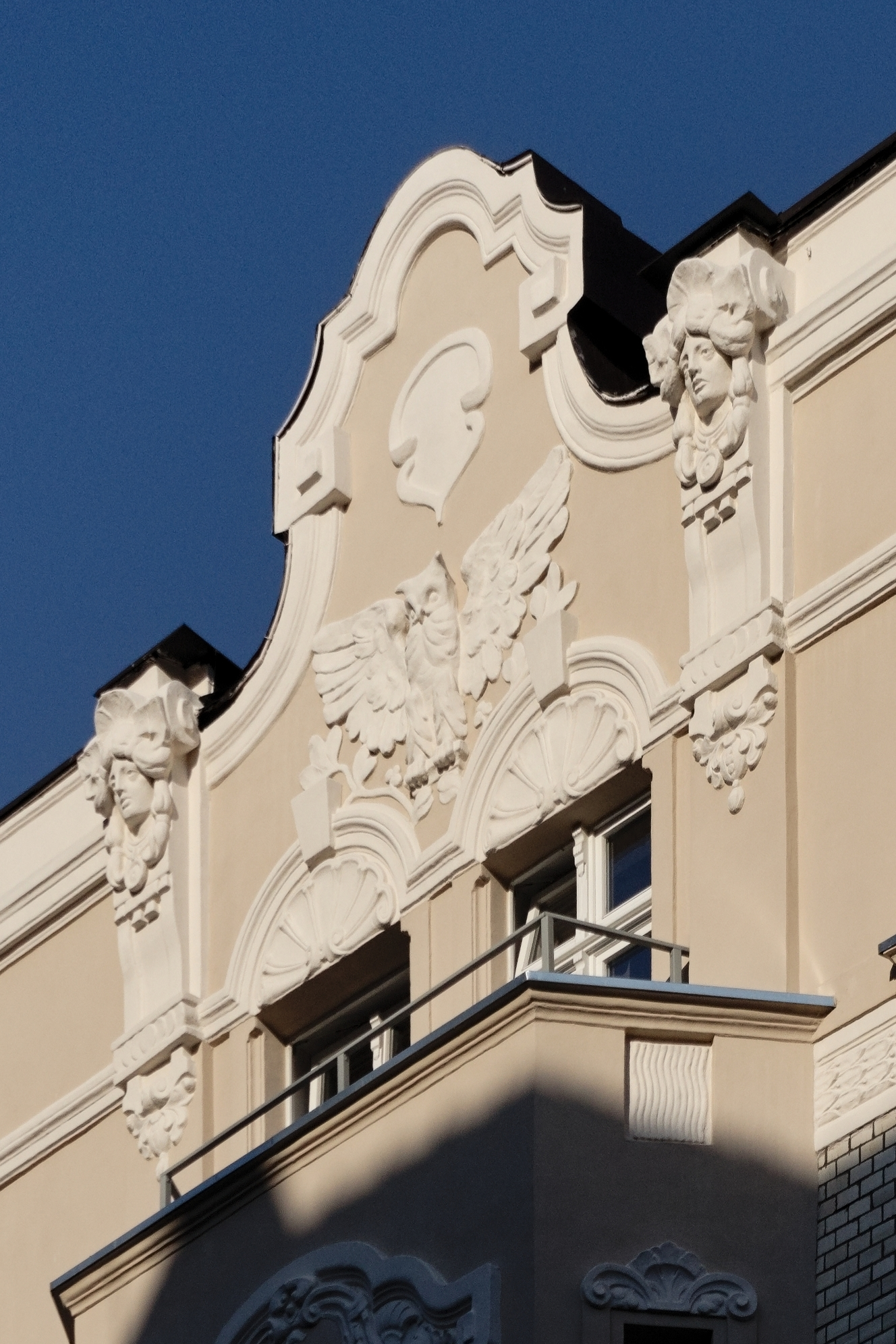
Fragment fasady kamienicy z dekoracją nad wykuszem (2024)

Zabytkowa kamienica mieszkalno-handlowa położona jest przy ulicy J. Słowackiego 39 w katowickiej dzielnicy Śródmieście. Budynek ten usytuowany jest w zwartej pierzei ulicy, po zachodniej stronie, a na zabytkowy zespół zabytkowy budynków składają się łącznie: kamienica mieszkalno-usługowa, oficyna, budynek usługowy oraz dwa budynki gospodarcze, które stanowią zabudowaną przewiązkę pomiędzy kamienicą a budynkiem usługowym. Łączna powierzchnia użytkowa kamienicy, budynku tylnego i oficyn wynosi 2 484,37 m², w tym lokali mieszkalnych 1 608,62 m² i lokali użytkowych 875,75 m², a łączna powierzchnia zabudowy wszystkich chronionych budynków wynosi 960,0 m²
Kamienica zbudowana jest z cegły na planie zbliżonym do kwadratu. Posiada ona pięć kondygnacji nadziemnych i podpiwniczenie. Wykonana jest ona w konstrukcji tradycyjnej murowanej wspartej na kamiennym fundamencie. Kryta jest ona dachem konstrukcji drewnianej i pokrytym papą. Kamienica frontowa została wzniesiona w stylu secesyjnym, a jej fasada przyozdobiona jest oryginalnymi detalami. Wewnątrz znajduje się dziesięć lokali mieszkalnych oraz zlokalizowane na parterze dwa lokale usługowe.
Budynek oficyny powstał także na rzucie zbliżonym do kwadratu. Posiada on cztery kondygnacje nadziemne i jedną podziemną. W skład oficyny wchodzi dziesięć lokali mieszkalnych i zlokalizowane na parterze dwa lokale usługowe. Oficyna kryta jest dachem z papy. Budynek usługowy powstał na rzucie zbliżonym do kwadratu, posiada po jednej kondygnacji nadziemnej i podziemnej. 
Kamienica wraz z cała pozostałą zabudową jest wpisana do rejestru zabytków pod numerem A/1543/94 – ochroną objęta jest cała działka. Budynek wpisany jest także do gminnej ewidencji zabytków miasta Katowice.